# Nereocystis
Nereocystis  es un quelpo gigante. Etimológicamente significa "vejiga de sirena", en alusión al neumatocisto gigante que presenta para favorecer su flotabilidad y que contiene los gases O2, CO2, N2 y CO. Forma gruesas camas sobre rocas y es un componente importante de los bosques de algas marinas. Es común en la costa del Pacífico desde California hasta Alaska. 

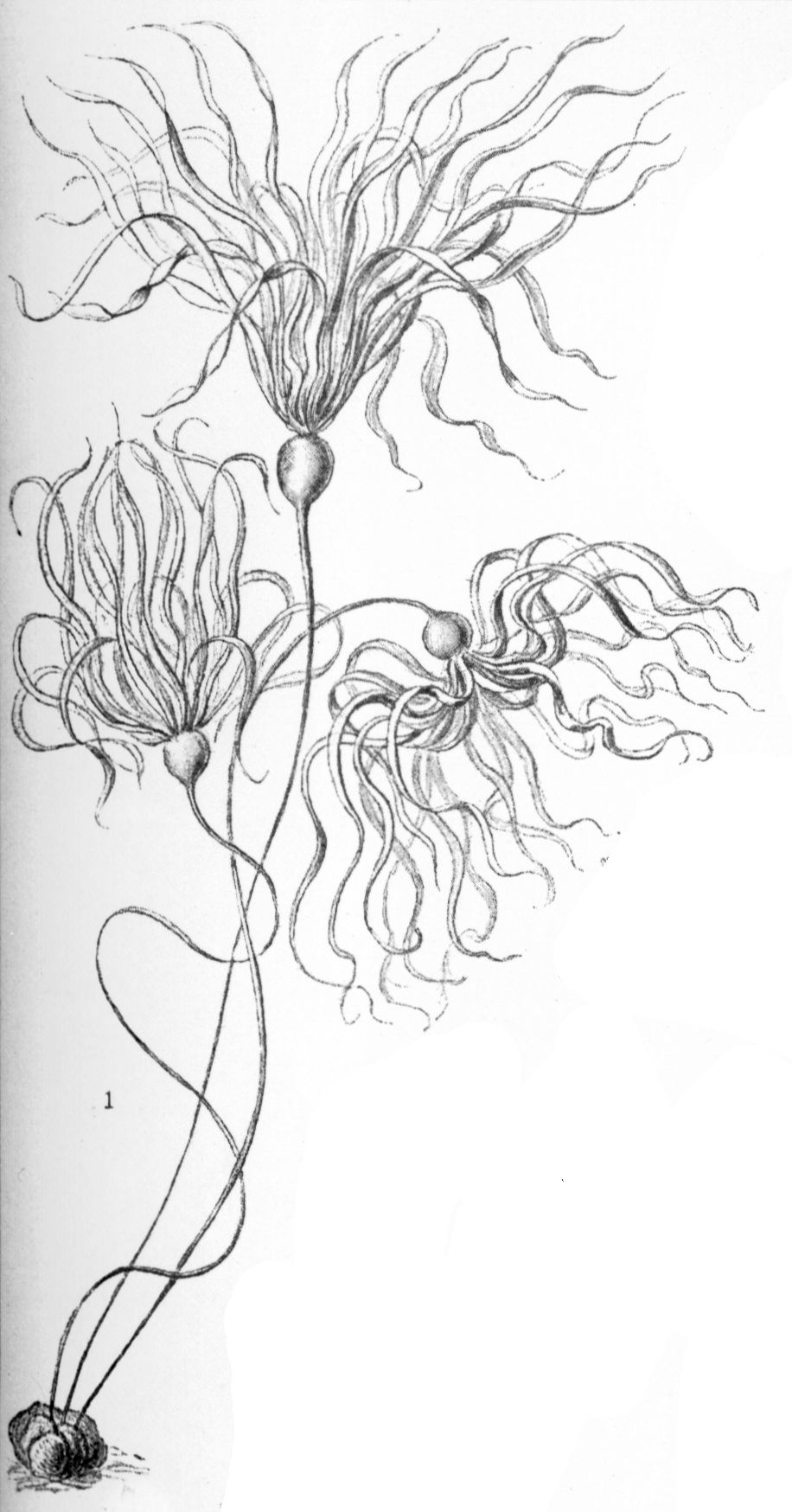
Dibujo de Haeckel (1904)

Puede crecer hasta un máximo de 36 m y producir de 30 a 64 láminas (hojas), cada una de ellas puede llegar hasta los 4 m de largo y 15 cm de grosor. Posee un rizoide ramificado para su fijación y el estipe que es cilíndrico mide decenas de metros.